# Georgiana Goddard King
Georgiana Goddard King (West Columbia, Virginia Occidental; 5 de agosto de 1871-Los Ángeles, California; 4 de mayo de 1939), fue una pionera hispanista, miembro de la Sociedad Hispánica de América y de la Real Academia Gallega, destacada medievalista, además de fotógrafa y profesora en el Bryn Mawr College, donde se educó, enseñó y luego creó el Departamento de Historia del arte, el primero de Estados Unidos especializado en el arte español.
Sus frecuentes viajes a la península ibérica, fundamentalmente, su formación literaria, filosófica e histórica, sus acertados contactos con mecenas que costearon sus viajes y su natural inquietud femenina hizo que sus obras llevaran un estilo muy personal, resaltando en muchos momentos cuestiones, detalles, costumbres, hechos de mujeres tanto de su presente como del pasado.  
Se ganó el respeto y la admiración de los eruditos de su época, como Bernard Berenson  y Archer Milton Huntington, gran admirador del trabajo de G.G. King, como le gustaba que la llamasen, y Harold E. Wethey, quien publicó su necrológica y calificó su actividad como asombrosa y única, por entonces, «en los anales de la erudición estadounidense». Forjó una gran amistad, entre otros, con estudiosos españoles como Manuel Gómez-Moreno, Elías Tormo, Francisco Javier Sánchez-Cantón o Vicente Lampérez.
Algunas eruditas posteriores[¿quién?] consideran que King utilizaba su obra del pasado y del presente como una búsqueda de la modernidad en todos los aspectos; especialmente por contraste de su talante con otras mujeres coetáneas, incluso de alumnas, como Agnes Mongan, que lograron alcanzar una posición en el mismo campo pensando y argumentando como un hombre y evitando juicios intuitivos que parecieran muy femeninos.
Pese a toda su labor, quizá por ese toque demasiado personal de sus libros o porque no lograra despertar verdadero interés en sus coetáneos por España o porque los condicionantes sociales permanecían aún rígidos ante la brillantez intelectual femenina, Georgiana parece haber quedado relegada en el olvido tanto en su país de origen como en el país que le embrujó.
Dos excepciones respecto a tal olvido: la primera, el filólogo gallego, Ramón Martínez López, en su discurso de entrada en la Real Academia Gallega del 22 de enero de 1976, glosó amplia y elogiosamente su figura e, incluso, animó a concluir su todavía inédito trabajo sobre la arquitectura de Portugal; la segunda, Francisco González González, historiador y poeta leonés, editado por el Ayuntamiento de Ponferrada, en 1985 le dedicó un número (ver bibliografía). Desde los inicios del siglo xxi, en cambio, parece que ha comenzado una sistemática revisión y revaloración de la autora y de su obra que busca poner en valor todo ello.

## Biografía

### Inicios y formación
Georgiana Goddard King fue la mayor de cuatro hermanos. Su padre era trabajador ferroviario en Norfolk, Virginia. Por ello pasó allí sus primeros años. Su madre, cuyo apellido era Goddard, tenía gran interés por la literatura y fue miembro del primer club literario creado en Norfolk tras la Guerra Civil. Falleció cuando Georgiana tenía 13 años y, aunque su padre se volvió a casar, ella no sintió ningún apego por su madrastra. Las inquietudes literarias de su madre fueron decisivas tanto en los estudios de Georgiana como de sus hermanos. Como anécdota, una de sus hermanas, Ella, se casó con un juez de la Corte Suprema de Nueva Jersey, John Adams, viudo y con cinco hijos. Una de sus hijas se casaría con Cecil B. DeMille, productor y director de cine. En este detalle radica la explicación de que su última residencia estuviera en Hollywood.
Fue una de las alumnas del prestigioso Leache-Wood Seminary, fundado en 1871 por Irene Kirke Leache y Anna Cogswell Wood, la primera escuela femenina de la zona fundada tras el conflicto bélico. Recibió una excelente educación además de destacar especialmente. Es por ello animada a continuar en el recién fundado Bryn Mawr College, que en 1885 abrió sus puertas a las jóvenes residentes de la costa oriental estadounidense. En definitiva, por un cúmulo de circunstancias, mantuvo una formación netamente femenina en dos centros pioneros en su entorno geográfico más inmediato.
En 1892, cuando llegó a Bryn Mawr, su orientación inicial era por el griego. Pero pronto cambió por inglés y económicas, con fuerte interés y dedicación también por la filosofía. En 1896 obtuvo su Bachelor of Arts y en 1897 su Master of Arts, es decir, se graduó en Literatura inglesa y en Filosofía y Ciencias políticas por el Bryn Mawr College. Para completar su formación, en 1898 realizó una estancia de seis meses en París, Francia, para ampliar sus estudios. Fue el primero de los muchos viajes que, con el tiempo, haría fundamentalmente por Europa y, ocasionalmente, por el norte de África.

### Docencia
En otoño de 1899 regresó a la ciudad de Nueva York donde estuvo durante seis años como profesora en Graham School, un centro privado femenino en Manhattan. Durante este período de su vida pudo conocer a Huntington. Siendo la literatura su primera pasión, que perduró toda su vida, fue gran lectora de español, francés, italiano y, por supuesto, inglés. Gran admiradora del poeta Robert Browning, su primera obra impresa será de carácter totalmente literario: The Way of Perfect Love.
Fue una devota amiga de Gertrude Stein, además de crítica de su obra Three Lives (1908). Se debieron conocer mientras Stein estudiaba medicina en la Universidad Johns Hopkins (1900-1903). En The Autobiography of Alice B. Toklas también testimonio un encuentro de ambas amigas en España previo a la Primera Guerra Mundial.

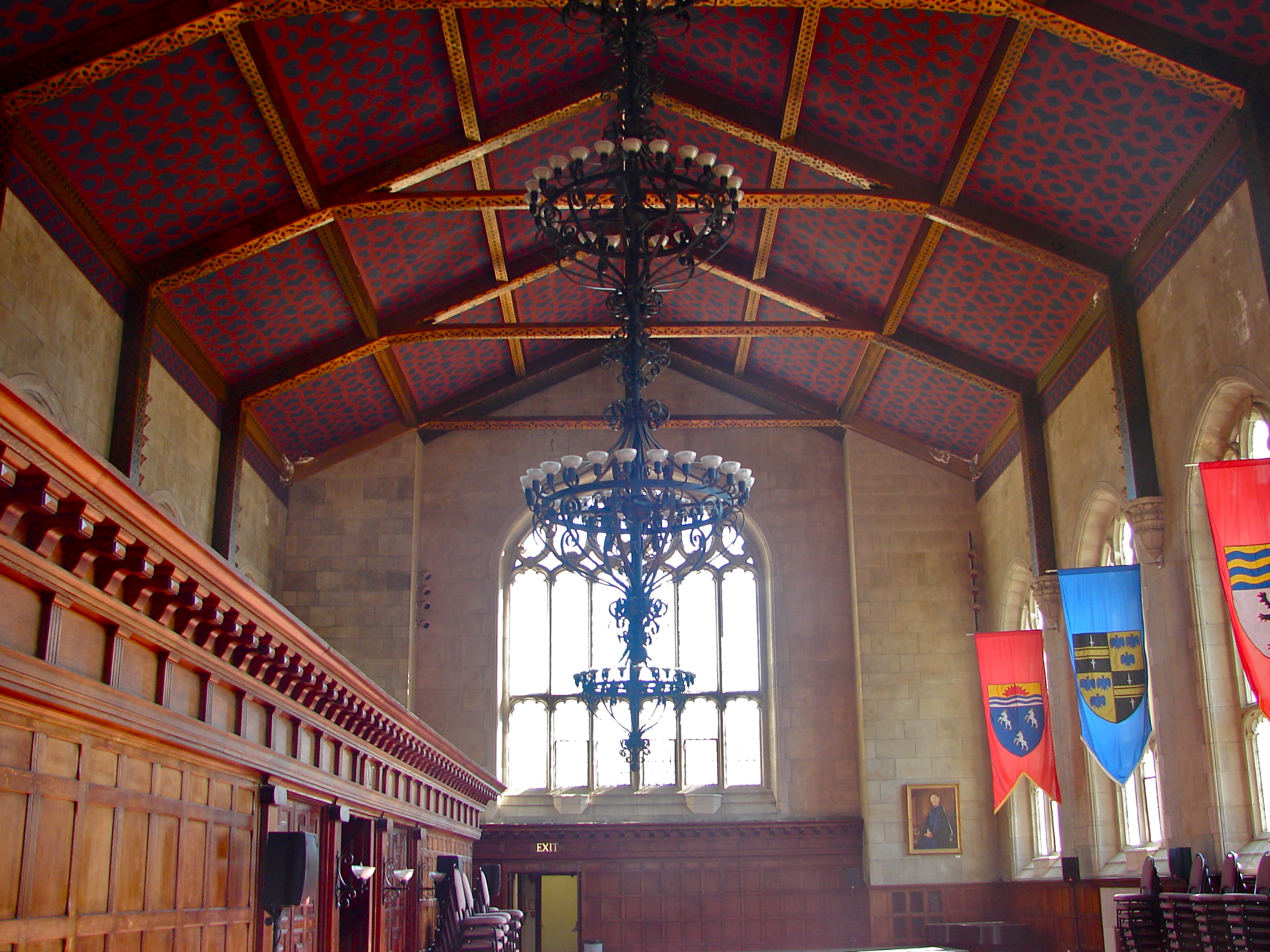
Bryn Mawr College

En otoño de 1906 vuelve a Bryn Mawr College donde enseña primero inglés durante algunos años como profesora adscrita en el departamento de lenguas modernas y desde 1909 también figura igualmente en historia del arte. Alrededor de 1910, por solicitud de la presidenta Martha Carey Thomas, mujer progresista y feminista, comenzó a enseñar historia del arte en el mismo centro. Su amistad con los Berenson pudo favorecer su actitud hacia la historia del arte. Durante sus viajes europeos, de hecho, dada su estrecha amistad también con los Stein, cuya residencia en París entre 1903-1914 se llenó de obras de la vanguardia del arte europeo, sirvió para conocer de primera mano la incipiente obra de autores como Cezanne, Picasso o Matisse. Hay autores[¿quién?] que afirman que fue la primera de entre los historiadores del arte norteamericanos en reconocer la importancia de estos artistas mucho antes de su exposición en el Armory Show de 1913.
Enseñó cursos de arte moderno desde 1912, incluidos los artistas cubistas y fauvistas. King incluso contactó con Alfred Stieglitz, el gran exponente del arte moderno en América, para un curso que estaba preparando en 1916.
En 1914, como resultado de su excelente progresión en la disciplina, creó el Departamento de Historia del Arte en el Bryn Mawr College donde ejercería hasta su jubilación en 1937. Además, los continuos viajes, así como investigaciones y conocimientos de King sobre el arte de España motivaron que el Bryn Mawr College se convirtiera así en la primera institución en los Estados Unidos en ofrecer cursos de grado y posgrado en arte español. 
En 1919, King recibió la visita del entonces profesor de la Institución Libre de Enseñanza José Castillejo, que viajó a Estados Unidos para, entre otros asuntos, entrevistarse con ella, como menciona en sus cartas con Manuel Gómez-Moreno.
Durante su magisterio, muchos futuros y notables historiadores del arte comenzaron su carrera en el Bryn Mawr, entre ellos Richard Bernheimer, Joseph Curtis Sloane y Alexander Soper. Y entre ellas, Leila Cook Barber, Marianna Duncan Jenkins, Katharine Bishop Neilson, Marion Lawrence y Agnes Mongan. Como curiosidad, una de las alumnas de las aulas del centro, desde 1924, era la joven promesa del cine Katharine Hepburn, graduada en 1928 en historia y filosofía en junio de 1928. Respecto a sus alumnas como profesora de inglés, cabe señalar a Hilda Doolittle o Marianne Moore.
Su lealtad con el Bryn Mawr fue para siempre. De hecho, a su muerte, las cenizas fueron trasladadas y depositadas en la Biblioteca de la institución.

### Investigación

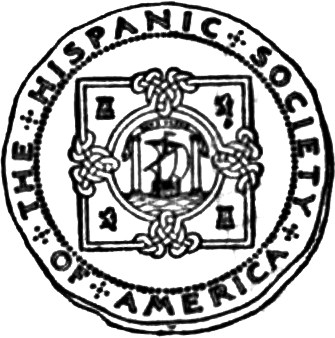
Sociedad Hispánica de América (Hispanic Society of America)

Compaginando con su labor docente, cuidó su faceta investigadora. Para ello, en 1911 decidió aprender fotografía con vista a su aplicación como herramienta de trabajo. Su competencia quedará patente en las ilustraciones empleadas en sus publicaciones. Aunque no era algo inédito, seguían siendo muy pocas las mujeres fotógrafas en esta época en los Estados Unidos. En la península ibérica, bastante insólito. Mucho más en el género de fotografía etnográfica y científica, donde King y Lowber se prodigaron durante varios años.
En 1912 declina la oferta de Berenson para colaborar con él en Florencia. En una nueva reafirmación de su carácter independiente declinó igualmente ante la invitación de su colega Arthur Kingsley Porter para realizar su primer desplazamiento a España. Unos años más tarde, en 1916, también rechazó el puesto en el museo que le ofreció Huntington. Y, por último, a tenor de lo que afirman algunas estudiosas de la autora,[¿quién?] Chandler R. Post sería otro de los rechazados profesionalmente.
Sin embargo, parece ser que pocos años antes, hacia 1909, si aceptó la sugerencia de Huntington para, como formada literata, revisar y reeditar la obra del arquitecto inglés, George E. Street, un destacado practicante del renacimiento gótico victoriano, titulada Some account of Gothic architecture in Spain. Originalmente se publicó en 1865. Una publicación que trata en parte sobre historia de la arquitectura y en parte es una guía de viajes. La necesidad de repasar minuciosamente el trabajo, la perspectiva de corregir y ampliar su contenido así como la determinación de revisar personalmente el viaje marcaría el devenir profesional de King. Para cuando se publicó el libro ya se había convertido en una experta de la materia, había realizado varios viajes a España siguiendo el libro anterior y hasta amplió aspectos y detalles que en el original eran imprecisos o incorrectos. Incluso el estilo decimonónico de la vieja edición pudo marcar su propio estilo en sus propias obras posteriores. La financiación de sus proyectos, así pues, por parte del fundador de la Sociedad Hispánica de América fue determinante.
Entre 1913 y 1916 realizaría varios viajes a España patrocinados por la Sociedad Hispánica de América y junto con la fotógrafa Edith H. Lowber. Huntington, habituado a contratar mujeres, envía a las dos con el objetivo de recopilar datos y fotografías, tanto de la arquitectura medieval como de las costumbres locales, de forma metódica y organizada. Existe un importante legado fotográfico tanto en los fondos de la Sociedad Hispánica de América como en los del Bryn Mawr College. Fruto de estos viajes resultará su obra más conocida The Way of Saint James, en 3 volúmenes, donde, tras recorrer el Camino de Santiago como peregrina, por la llamada hoy día vía aragonesa, en un estilo muy personal, cuenta su experiencia entrelazando el arte medieval, la literatura, la arqueología, la geografía, el folklore y el diario de viajes.
En varias de sus obras, King señalará las dificultades vividas durante sus viajes por la península ibérica, por las precarias comunicaciones, por las reticencias a los extraños y por la presencia de mujeres solas, modernas e independientes en medios rurales tan arraigadas tradiciones.
En sus viajes por Galicia estableció contactos institucionales que le supusieron su ingreso como correspondiente de la Real Academia Gallega el 10 de febrero de 1926, en reconocimiento a sus estudios de los monumentos gallegos, la difusión internacional y la demostración de afecto que se ganó de vecinos y autoridades cuando el agosto siguiente fue recibida en La Coruña y agasajada con un almuerzo.
Tras su retiro académico, en los últimos años de su vida, ganó su interés por Portugal. Quizá fuera por cierto decaimiento por el arte español, quizá por la situación política de esos años en España con el estallido de la Guerra Civil. King tuvo que dejar inacabado su libro sobre arte y arquitectura de Portugal. En un accidente sufrió múltiples roturas mientras investigaba sobre el tema y, tras regresar a los Estados Unidos, murió en Hollywood en 1939.

## Obras

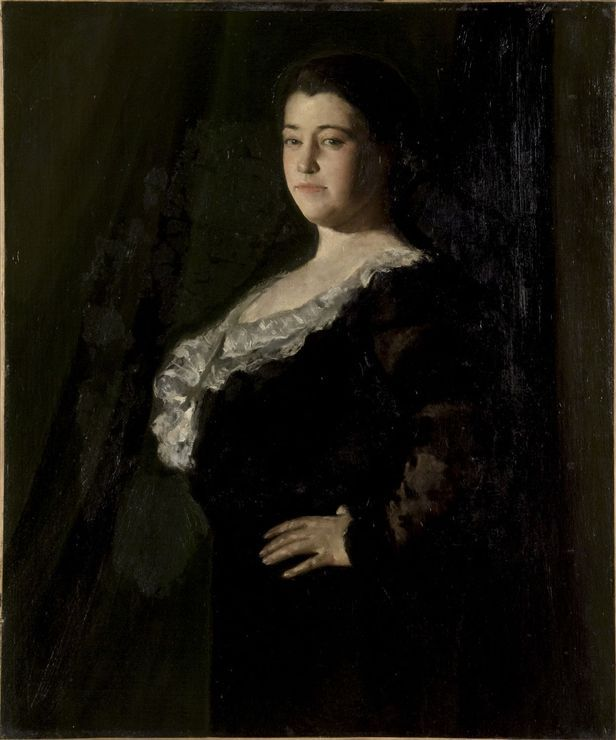
Charles W. Hawthorne, Georgiana Goddard King, 1905 – Museo de Arte de Filadelfia.

En la siguiente selección se abarca parte de su producción literaria y científica:

### Libros
- Comedies and Legends for Marionettes: A Theatre for Boys and Girls (1904).
- The Way of Perfect Love (Nueva York, The Macmillan Company, 1908).
- George Edmund Street, Some account of Gothic architecture in Spain (Londres, J. M. Dent & Sons Ltd., 1914), corregido, aumentado y editado por Georgiana G. King;[n 28] edición española, Madrid, 1926 - Internet Archive aloja copia del libro.
- George Edmund Street, Unpublished notes and reprinted papers, with an essay by Georgiana Goddard King (Nueva York, Sociedad Hispánica de América, 1916). - Proyecto Gutenberg aloja copia del libro.
- The Way of Saint James (Nueva York, G. P. Putnam's Sons, 1920) 3 vols. completado en 1917[n 16] - (Internet Archive aloja varios ejemplares digitalizados).
- A Brief Account of the Military Orders in Spain (Nueva York, Sociedad Hispánica de América, 1921).
- The Play of the Sibyl Cassandra (Nueva York, Longmans, Green and Co., 1921).
- A Citizen of the Twilight (Nueva York, Longmans, Green and Co., 1921).
- Sardinian Painting (Nueva York, Longmans, Green and Co., 1923).
- Pre-Romanesque Churches of Spain (Nueva York, Longmans, Green and Co., 1924).
- Mudéjar (Nueva York, Longmans, Green and Co., 1927), considerado por la autora como su mejor libro.[11]

### Artículos
- "Early churches of Spain" in Bulletin of the Pan-American Union. Nov.- Dec., 1918.
- "Three unknown churches in Spain" in American Journal of Archaeology, Vol. XXII (1918).
- Spanish Abbeys (Washington, 1919).
- "The Cardona tomb at Bellpuig" in American Journal of Archaeology, Vol. XXV (1921).
- Some Churches in Galicia en Art Studies I (Nueva York, 1923).
- "Algunos rasgos de influjo oriental en la arquitectura espafiola de la Edad Media" in Arquitectura, Vol. V (1923)
- Fact and Inference in the Matter of Jamb Sculpture en Art Studies VI (Princeton, 1926).

### En colaboración con otros autores
- Heart of Spain (Cambridge, Harvard University Press, 1941), junto con Edith H. Lowber, publicado póstumamente por Agnes Mongan,[n 29] aunque firmado en 1926.[n 30]
- A Book of Bryn Mawr Stories, (George W. Jacobs,1901)  - Proyecto Gutenberg aloja copia del libro

### Fotografías
Aunque se publicaron fotos suyas en varios libros, no siempre estaban firmadas. Teniendo en cuenta que durante quince años tuvo de compañera de viaje a la también fotógrafa Edith H. Lobwer, procede advertir que la autoría podría ser indistinta. Ambas, junto a otras figuras femeninas también hispanistas, como Anna Christian, proporcionaron a los fondos de la Sociedad Hispánica de América un considerable número de imágenes tomadas entre 1913 y 1916 durante varios viajes que realizaron por toda la península ibérica. En esa colección se incluyen imágenes de edificios pero también de fiestas populares y personajes de la España del primer cuarto del siglo xx.

The Way of Saint James, (1920) - Georgiana Goddard King y Edith H. Lowber
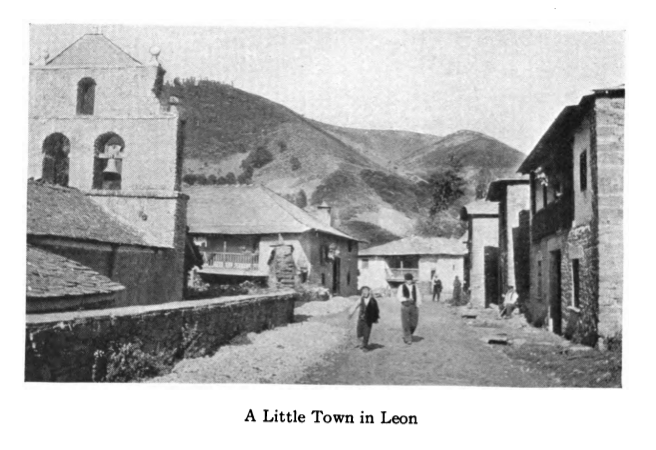
Un pueblo de León (La Portela de Valcarce)
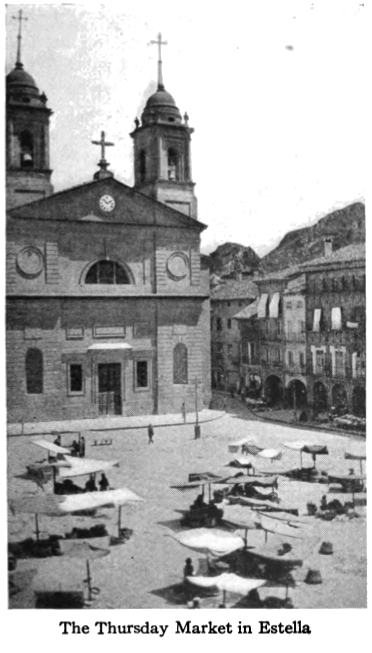
Mercado en Estella (Navarra)
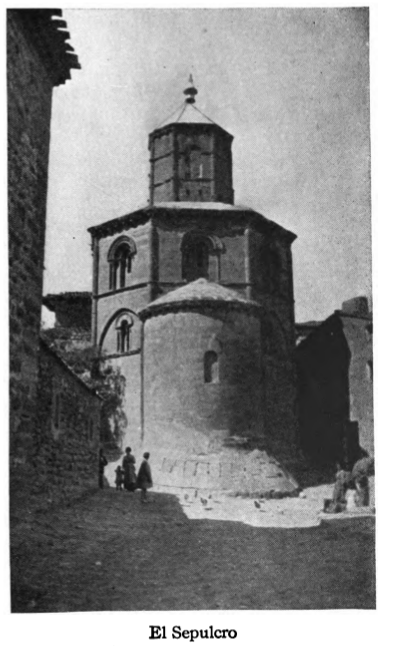
Iglesia del Sepulcro, Torres del Río (Navarra)
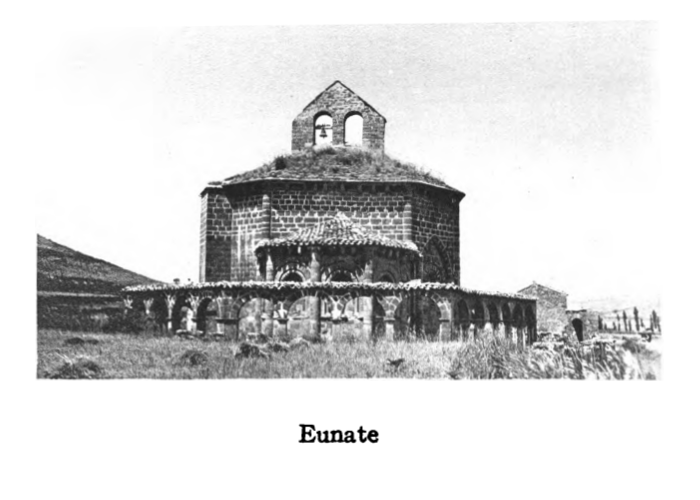
Eunate (Navarra)
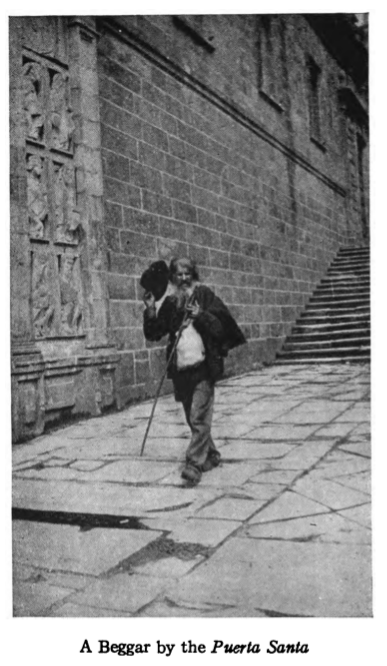
Pedigüeño en la Puerta Santa (Santiago de Compostela)
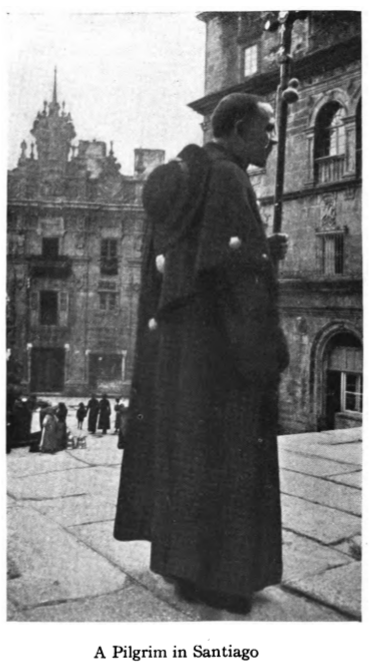
Peregrino en Santiago
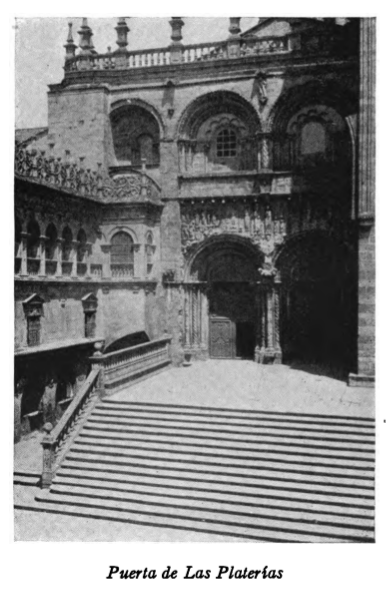
Puerta de las Platerías (Santiago de Compostela)
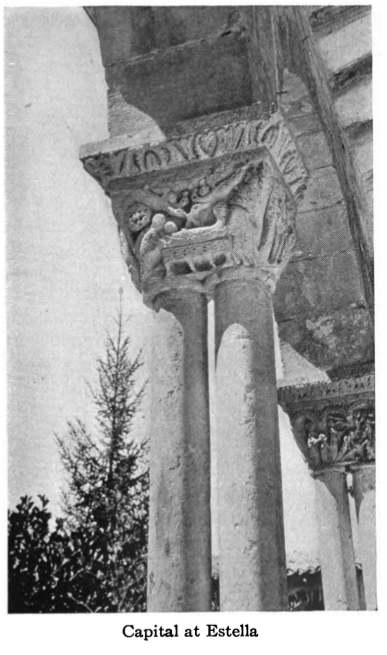
Detalle de capitel (Estella, Navarra)
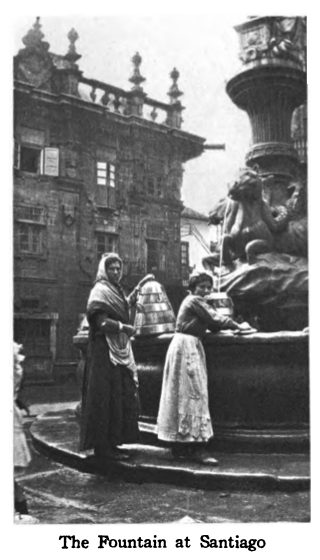
Mujeres cogiendo agua de la Fuente de Santiago de Compostela.